# D-21 (航空機)
D-21
D-21
- 用途：高高度無人偵察機
- 製造者：ロッキード
- 運用者：中央情報局（CIA）
- 初飛行：1964年12月22日
- 生産数：M-21 2機、D-21とD-21B 38機
- 退役：1971年
- 運用状況：博物館にて展示

D-21 は、ロッキード製の偵察用無人航空機。1962年10月に開発が開始された。もともとロッキードの社内呼称Q-12として知られており、A-12の背面から射出され、超長距離もしくは極めて危険なミッションでの使用が想定されていた。実際には、A-12を基にしてD-21を発射するための機体が開発され、M-21と名づけられた。D-21は高解像度のカメラを1台搭載し、事前にプログラムされた地点の上空で地上を撮影した後、回収のためにカメラモジュールを洋上で投下することになっていた。

## 開発
1960年代初頭の時点で、ロッキード社はマッハ3で飛行可能な偵察機A-12（A-12はまもなく戦略偵察機SR-71 ブラックバードへと発展）を既に開発していたが、1960年に発生したフランシス・ゲーリー・パワーズ操縦の高高度偵察機U-2撃墜事件を受けて、A-12の無人化という考えが提唱された。A-12を開発したロッキード社内グループ「スカンクワークス」の責任者であるケリー・ジョンソンは、A-12の機体そのものは、そのまま無人機化するには大きすぎ・複雑すぎるが、A-12の設計と技術は、より小型の偵察機開発へ流用できるだろうと感じていた。このアイディアは、1962年10月に高速・高高度無人機に関する正式な研究のかたちでまとめられた。この研究は、アメリカ空軍の「ブラック」（極秘）プロジェクト向け資金からの援助を受けていた。1963年10月にQ-12の設計が完了したが、ダブルデルタ翼はA-12の主翼外翼に類似していた。Q-12は空中でA-12の背面から発射されるものとされ、チタニウムによる機体構造などの、A-12 プロジェクトで開発された要素技術が使用された。

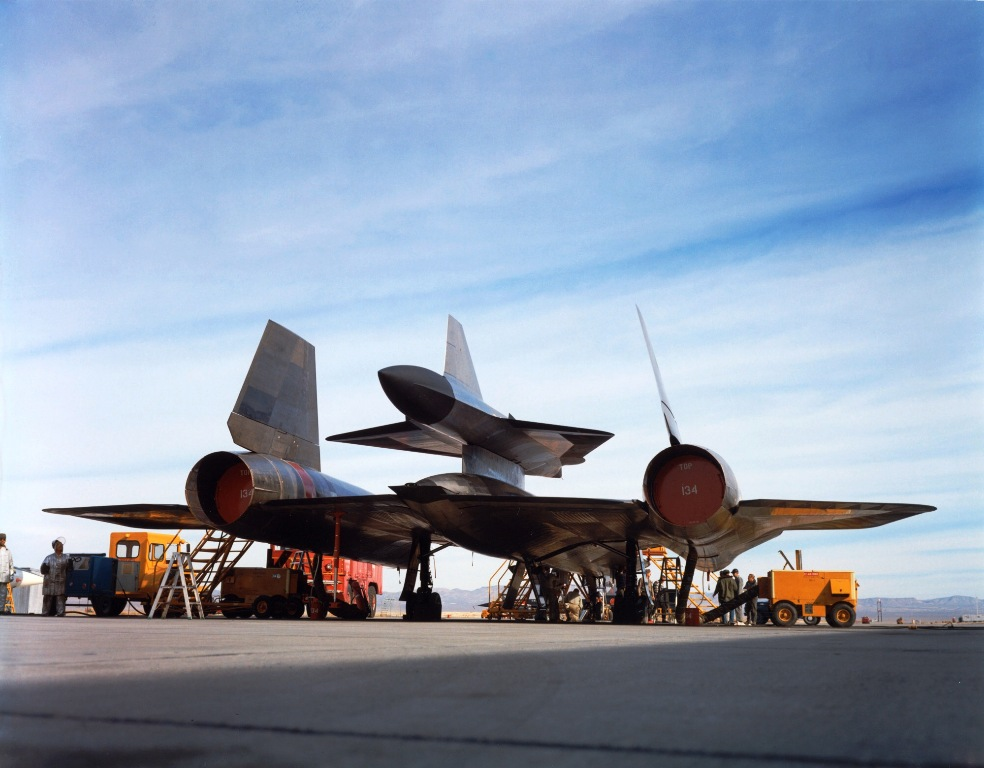
後方から見た駐機中のM-21とD-21。D-21の排気口には、初期の飛行で使用されたシュラウド（覆い）が被せられている

ケリー・ジョンソンは、Q-12のエンジンとして、ボーイング製の長距離地対地巡航ミサイル、ボマークに搭載されたMarquardt製のラムジェットエンジンを使おうとした。Marquardt社の工場はロッキード社に近かったため、情報保全を確実にすることができ、さらに、Marquardtとロッキードはいくつかの計画において共同で作業した経験もあった。Marquardtの技術者は、ボマークのラムジェットエンジン（最終的にはRJ43-MA-11と名づけられた）を使うことは可能だが、若干の改修が必要であるとした。というのも、このエンジンは数百キロメートル離れた目標にボマークを命中させるためのものであり、それよりも長時間の燃焼をするように設計されていないためであった。ボマークとは対照的に、Q-12のエンジンは少なくとも1時間半にわたって作動することを求められたが、これは当時のどんなラムジェットよりもはるかに長い燃焼時間であった。また、母機と同じJP-7燃料を使えるようにする改修も必要であった。
1962年12月7日までにはQ-12のモックアップ1機の用意が整っていた。レーダー照射試験を行ったところ、Q-12のレーダー反射断面積（RCS）は極めて小さなものであった。風洞試験も良好な成績を収め、設計の正しさが示された。一方で、中央情報局（CIA）は、Q-12にあまり熱心でなかったが、これは、継続中のU-2使用ミッション、A-12の取得、東南アジアへの作戦区域の転換といった事柄に忙殺されていたことが主要な原因であった。対照的に、空軍はQ-12に偵察機および巡航ミサイルとして興味を示し、最終的にはCIAも、新無人機の空軍との共同開発を決意した。ロッキードは1963年3月にQ-12の全規模開発のための契約を獲得した。
偵察用機材および誘導システムは、1.9mの長さの「Qベイ（Q-bay）」に収納された。これらのシステムはベイにきっちりと収められるような一体のモジュールとして作られ、ハッチ（hatch）として知られていた。もともとの設計構想によれば、ハッチはミッションの終わりに射出され、機体は専用の爆薬によって自爆することになっていた。ハッチは、C-130輸送機によって空中で回収されることになっていたが、この手法は偵察衛星のフィルム容器を回収するために空軍が鍛錬してきたものであった。
1963年末に、このプロジェクトはタグボード（Tagboard）と命名された。Q-12はD-21に、A-12はM-21に命名しなおされた（D- は娘（daughter）、M- は母（mother）の頭文字）。A-12はもともと18機作られる予定であったが、ここから製造番号60-6940および60-69412の2機がM-21用に確保された。M-21はA-12の複座型で、胴体中心線上・垂直尾翼間に、無人機を機首上げ姿勢で固定するためのパイロンが設置された。パイロン上のD-21を監視できるよう、発射管制オペレータ（LCO, Launch Control Operator）のためのペリスコープが後席に設けられた。M-21は2機が作られ、一方で、試験飛行用にD-21の初期生産バッチ7機が製造された。当初の主な問題は、母機M-21からのD-21の発射であった。左右に1枚ずつあるM-21の垂直尾翼と、D-21の両翼端とのクリアランス（間隔）は見ていて不快になるほどに小さく、無人機分離時に事故が起きる可能性のあることは明らかだった。

## 運用の記録

### 試験飛行

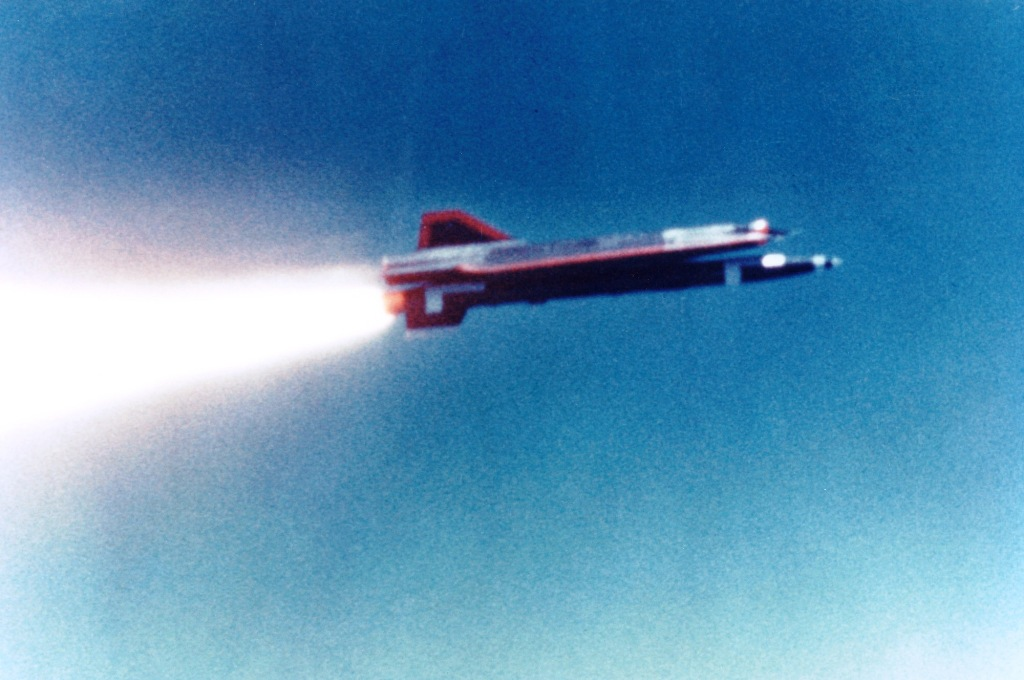
発射されるD-21B。機体下部に取り付けられたブースターの大きさがわかる

M-21とD-21は、1964年12月22日から分離を伴わない（captive）試験飛行を開始し、1965年にかけて続けられた。D-12のエアインテーク（吸気口）および排気口にかぶせられた空力カバーは最初の数回の試験の後に取り除かれたが、それというのはマッハ3で飛行しながらM-21にもD-21にも被害を与えずにカバーを投棄することができないからであった。カバーの取り付けを止めたことによって増大した抗力は、D-21のラムジェットエンジンを第3のエンジンとして用いることによって克服された。これに伴い、分離までの間はM-21の燃料タンクからD-21のラムジェットへと燃料が供給されることとなった。
M-21からのD-21の最初の発射は、1966年3月5日に成功裏に実施された。切り離しは成功であったが、D-21はM-21の背面上方で数秒間（乗員のひとりによれば「2時間」にも思えた）留まってしまった。ケリー・ジョンソンは、これについて「我々が関わったあらゆるプロジェクト、私が取り組んだあらゆる航空機の中で、もっとも危険な機動だった」と述べた。D-21は、数百キロメートル飛行した後に墜落してしまった。結果として、CIAと空軍はやはりこの計画へ乗り気でないままであった。ジョンソンは空軍の関係者らと会談し、プロジェクトを運用側の要求にもっと近づけるために何ができるかを検討した。様々な案が出たが、その中には、D-21をB-52爆撃機から発射し、ラムジェットが作動可能な速度までの加速のために固体ロケットブースターを用いる、というジョンソンの提案も含まれていた。
2度目の発射は1966年4月27日に成功し、D-21は1,200海里（2,200km）の飛行の後システムの故障により行方不明となったものの、作戦高度の9万フィート（27,400m）およびM3.3の速度に到達した。これは非常に満足すべき進捗と受け取られた。試験の成功は、政府内のプログラム後援者の関心を呼び覚まし、同月の終わりまでに、さらに15機のD-21購入契約が結ばれた。3度目の成功は1966年6月16日で、電装系の不具合のためにハッチが投下されなかったものの、D-21はミッションを完遂した。
しかしながら、1ヵ月後の7月30日に行われた4度目かつ最後の発射は、惨事に終わった。分離の直後にD-21がM-21の垂直尾翼に激突し、両機を破損させた。M-21の乗員2人は射出により安全に脱出し、海面へ着水した。操縦士のビル・パークは生還したが、LCOのレイ・トリックは気密服への浸水のために溺死した。この結果、ジョンソンは直ちにM-21からの発射を断念した。しかしながら、彼はB-52からの発射方式は依然として実際的であり、D-21計画は続行されるだろうと感じていた。

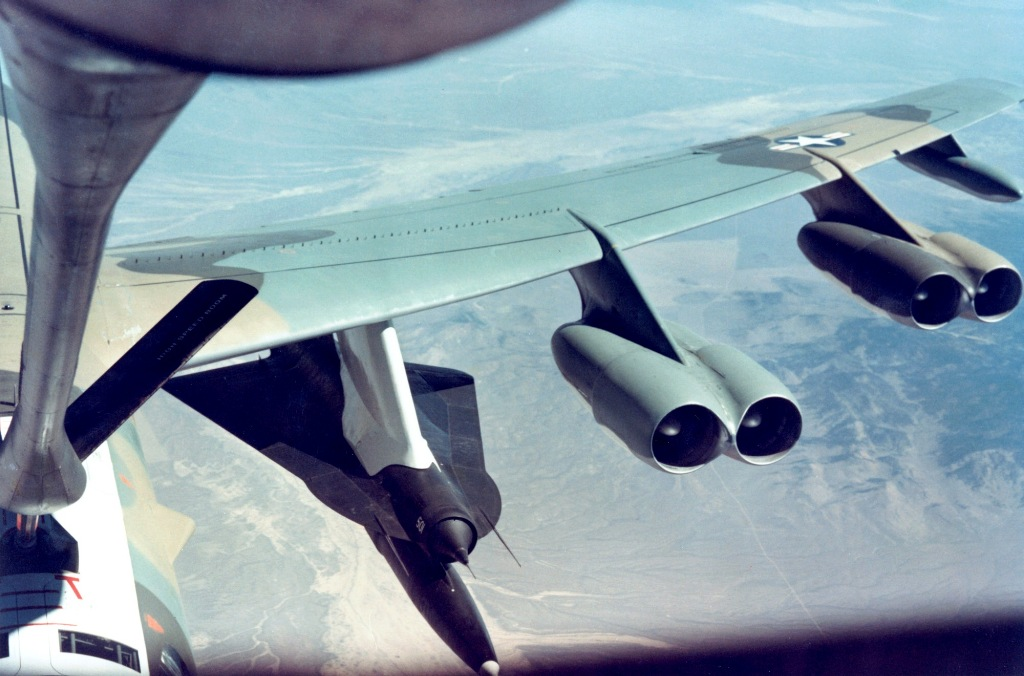
B-52Hの左翼下最内舷パイロンに吊るされた、改修型のD-21B。機体の下に先端が白く塗られた固体ロケットブースターが見える。空中給油機尾部からの撮影

改修型の無人機はD-21B（D-21Aは存在しない）と命名され、1966年半ば時点で発注されていたD-21全機がB型として完成した。2機のB-52Hが、それぞれ2機ずつのD-21を搭載できるように改造され、ハウンド・ドッグ巡航ミサイル用の翼下パイロンがより大型のパイロンに換装された。フライトデッキ（コックピット）後方には、2ヶ所の独立したLCO ステーションが、指令・遠隔計測システムとともに増設された。これら追加のシステムとは、航法上の誤差を低減するために正確な座標からの発射を保証する天測航法システムと、発射まで無人機を一定温度に保つための温度管理システムであった。B-52はD-21Bと通信することができ、ミッション開始から（分離から）10分間に渡って接続の維持が可能な、改良型の遠隔操作リンクを備えていた。
ブースターは固体燃料ロケットで、全長13.5m、重量約6tで、無人機の機体自体よりも大きかった。ブースター尾部には、直進性維持のために小型の垂直安定板が下向きに取り付けられていたが、地上で地面とのクリアランス（間隔）を確保するために折りたたむことができた。ブースターは約1分半燃焼し、12,380kgf（121.4kN）の推力を発生する。

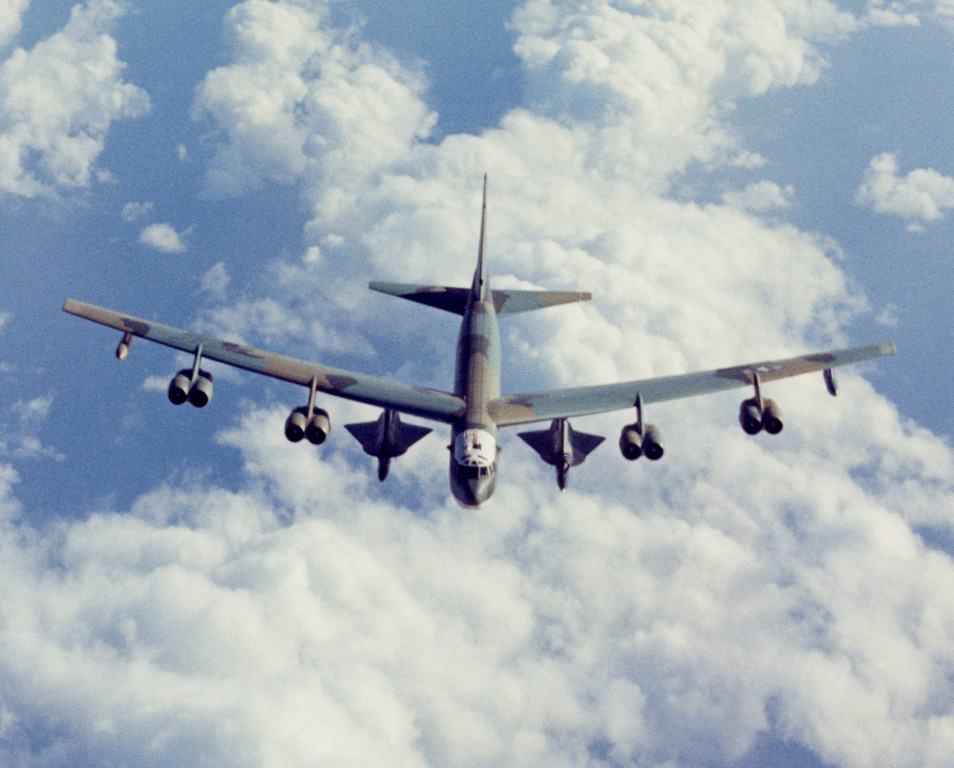
上の画像と同じB-52H。両翼下に2機のD-21Bを吊るしている

1967年9月に始まった初期の試験は、1969年7月まで続いた。最初の発射は、1967年9月28日に試みられたが、無人機が突然B-52のパイロンから落下してしまった。ブースターは燃焼したものの、D-21Bは一直線に地上へと向かった。ジョンソンはこのハプニングについて「大変恥ずかしい」と述べた。1967年11月-1968年1月までに、さらに3回の発射が行われたが、いずれも成功しなかった。そこでジョンソンは自ら率いる開発チームに対し、次の試射に移る前に徹底的な見直しを行うよう命じた。次の発射は1968年4月30日で、またもや失敗であった。ロッキードの技術者たちはいまいちど製図板に立ち戻ったが、これは1968年6月16日の完璧な飛行により報われることとなった。D-21Bは全行程にわたって所定の高度とコースで飛行し、ハッチの回収にも成功した（ただし、カメラは載せていなかった）。
とはいえ、トラブルは終わってはいなかった。次の2回の発射は失敗し、その次の12月の飛行は成功した。明けて1969年2月、ハワイ近海で行われた、実際の作戦飛行を模擬した発射は失敗したが、これに続く5月および7月の飛行はともに成功であった。

### 実戦運用

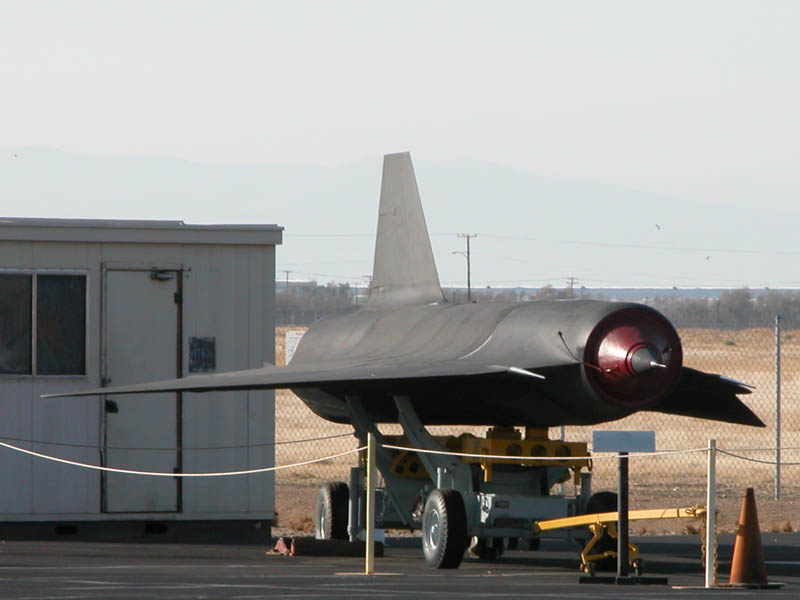
カリフォルニア州パームデールの空軍プラント42内、Blackbird Airparkに展示されているD-21

1969年11月9日-1971年3月20日にかけて、中国の上空を飛行し、ロプノール核実験場の偵察を目的とする、シニアボウル（SENIOR BOWL）と呼ばれる作戦飛行が実施された。最初の作戦では、中国当局はステルス性の高いD-21を捉えることができなかったが、機体は行方不明となり、回収もできなかった。再三、ロッキードの技術者たちは改修にとりかかり、1970年2月20日の試験飛行は成功を収めた。次の作戦飛行は12月16日に行われ、D-21Bはロプノールへの全行程を飛行し、回収地点まで帰還した。だが、ハッチは計画したとおりに投下されたものの、パラシュートが開かなかったために落下の衝撃で破壊されてしまった。
3度目の作戦飛行は1971年3月4日に行われたが、いっそう苛立たしいものであった。D-21Bはロプノール上空を飛行し帰還、適切にハッチを投下した。今度はパラシュートはちゃんと開いたが、空中での回収に失敗してしまった。海上からの回収を試みた駆逐艦はハッチに衝突し、海中に没して失われた。
D-21Bにとって最後の任務であった4度目の飛行は3月20日に行われた。このD-21Bは帰還途上、中国の雲南省上空で消息を絶ち、その後、中国空軍航空博物館で残骸が展示されることとなった。
1971年7月、満足な成果を収めれなかったD-21B計画は新世代の写真偵察衛星の登場もあって白紙撤回された。また、当時のアメリカ合衆国大統領リチャード・ニクソンによる米中接近の影響もあった。
ケリー・ジョンソンからスカンクワークスを引き継いだベン・リッチは、ソビエト連邦の崩壊後の1990年代にロシアを訪れ、最初の飛行で行方不明となったD-21に搭載されていた部品と対面した。そのD-21は、シベリアに墜落したのだった。ソビエト当局は、その物体が一体何であるのかと当惑したようだが、どうも4度目の作戦飛行で失われたD-21の残骸をも入手していたようであった。ツポレフ設計局は、その残骸をリバースエンジニアリングし、ヴォロン（Voron, カラスの意）と名づけられたD-21のコピー計画を作り上げたが、実機の製作には至らなかった。
最終的にD-21とD-21Bあわせて38機が製造され、そのうち21機が使用された。残る17機はアリゾナ州ツーソン近くのデビスモンサン空軍基地の「骨置き場」にモスボール保管され、GTD-21Bと改名された。基地が一般に公開されているため、D-21の特異な姿はとうとう公の目にとまり、写真を撮られ、一体この機体は何なのかという憶測を呼んだ。憶測は、空軍による誤情報によってよりいっそう掻き立てられた。例えば、A-12やSR-71の開発における実験機だったのではないか、といった具合である。
保管中の機体のうち、4機はNASAに引き渡された。1990年代末に、NASAはロケットベースト・コンバインドサイクル（rocket-based combined cycle, RBCC）エンジンの試験に、D-21を使用することを検討した。RBCCとは、飛行領域に応じて応じてラムジェットまたはロケットとして動作するエンジンである。この案は放棄され、NASAは自前の極超音速実験機 X-43Aの派生型をRBCCの実験に用いることにした。その他の機体は、博物館での展示用に譲渡された。

## 現存する機体
| 製造番号 | モデル | 展示場所ないし末路               |
| -------- | ------ | -------------------------------- |
| 60-6940  | M-21   | 飛行博物館、ワシントン州シアトル |
| 60-6941  | M-21   | 1966年7月30日に事故により喪失    |

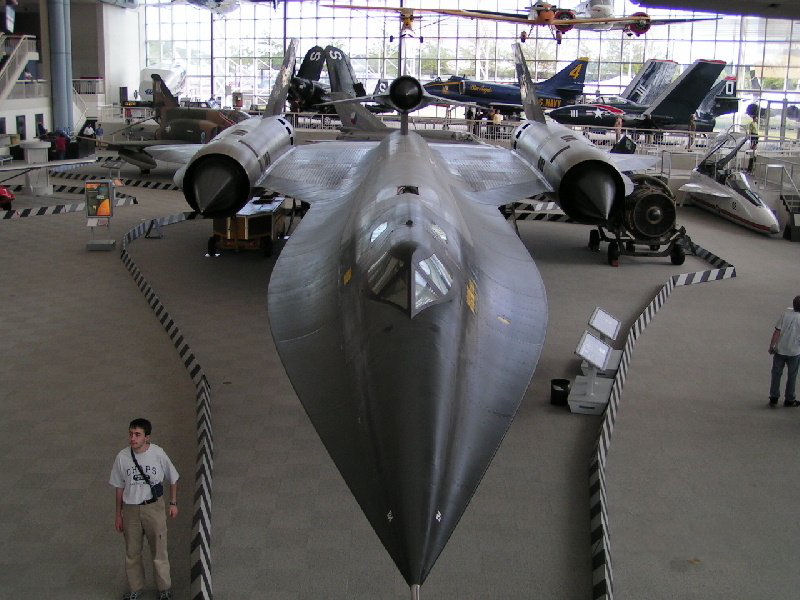
シアトルの飛行博物館（Museum of Flight）に展示されているD-21/M-21

- デビスモンサン空軍基地 Aircraft Maintenance And Regeneration Center (AMARC), アリゾナ州ツーソン (D-21 #530)
- ビーグル空軍基地、カリフォルニア州メリーズビル (D-21B #539)
- Blackbird Airpark, カリフォルニア州パームデール (D-21B #525)
- エバーグリーン航空博物館、オレゴン州マクミンビル (D-21B #534)
- グリソム航空博物館、インディアナ州ペルー (GTD-21B)
- マーチ野外航空博物館、カリフォルニア州リバーサイド (D-21)
- ロビンス空軍基地航空博物館、ジョージア州 (GTD-21B #538)[3]
- 飛行博物館、ワシントン州シアトル （残存するM-21 #60-6940がD-21 #510と結合状態で展示）[4]
- 国立アメリカ空軍博物館、オハイオ州ライト・パターソン空軍基地 (D-21B) [5]
- ピマ航空宇宙博物館、アリゾナ州ツーソン (D-21B #533)

## 要目 (D-21A)
- 翼幅：19ft（5.8m）
- 全長：42ft 10in（13m）
- 離陸重量：11,000lb（5,000kg）
- 最大速度：2,700mph/2,300kt（4,300 km/h）
- 飛行高度：95,000ft（29,000m）
- 航続距離：3,000海里（5,550km）以上